# 三方石観世音
三方石観世音（三方石観音）は、福井県三方上中郡若狭町三方にある曹洞宗の観音堂。山号は大悲山、本尊は花崗岩の表面に彫られた磨崖仏の聖観世音菩薩。北陸三十三ヵ所観音霊場第7番札所。若狭観音霊場特番札所。 秘仏であり開帳は33年に一度で、次回の開帳は2026年10月である。
石観音菩薩由来記によると弘法大師が若狭に布教の際、三方五湖を一望できる雲谷山山麓の花崗岩に一夜で彫ろうとしたが、完成する前に一番鶏が鳴いた為、右手首が未完成のまま下山した。このことから片手観音とも呼ばれている。手足の病にご利益があるとされ参拝者がたえない。御手足堂には参拝者が御手足型とよばれる木で作られた足や手を借られる。また治癒した後は返納し奉納された木製の御手足型が積まれている。
また、平成18年3月に「ふくいのおいしい水」に認定された「三方石観音の霊水」もと雲谷山の登山口でもある。

## 所在地
福井県若狭町三方

## 交通アクセス
- JR西日本小浜線三方駅から徒歩5分
- 国道27号石観音交差点
- 若狭梅街道三方から約1km

## 近隣情報
- 三方五湖